# 大野規周
大野 規周（おおの のりちか、文政3年1月28日〈1820年3月12日〉 - 明治19年〈1886年〉10月5日）は江戸時代後期の時計師、造幣寮技師。江戸神田で家業の時計師を営み、幕末福井藩に召し抱えられ、幕府海軍の下オランダに留学し、帰国後大阪造幣寮で技官を務めた。

## 生涯
文政3年（1820年）1月28日、江戸神田松枝町の時計師大野家に生まれた。祖父弥五郎規貞、父弥三郎規行も時計師で、伊能忠敬に測量器具を提供したことで知られる。弘化2年（1845年）父規行が死去し、家督を継いだ。嘉永2年（1849年）横山町三丁目玉屋吉次郎の測量器具の引札が残っている。
安政2年（1855年）明道館を作った福井藩に召し抱えられて本所中之郷の下屋敷に住み、ゲベール銃等の製作を行った。安政4年（1857年）アメリカ合衆国渡来の電信機を浜御殿で実演した。

### オランダ留学

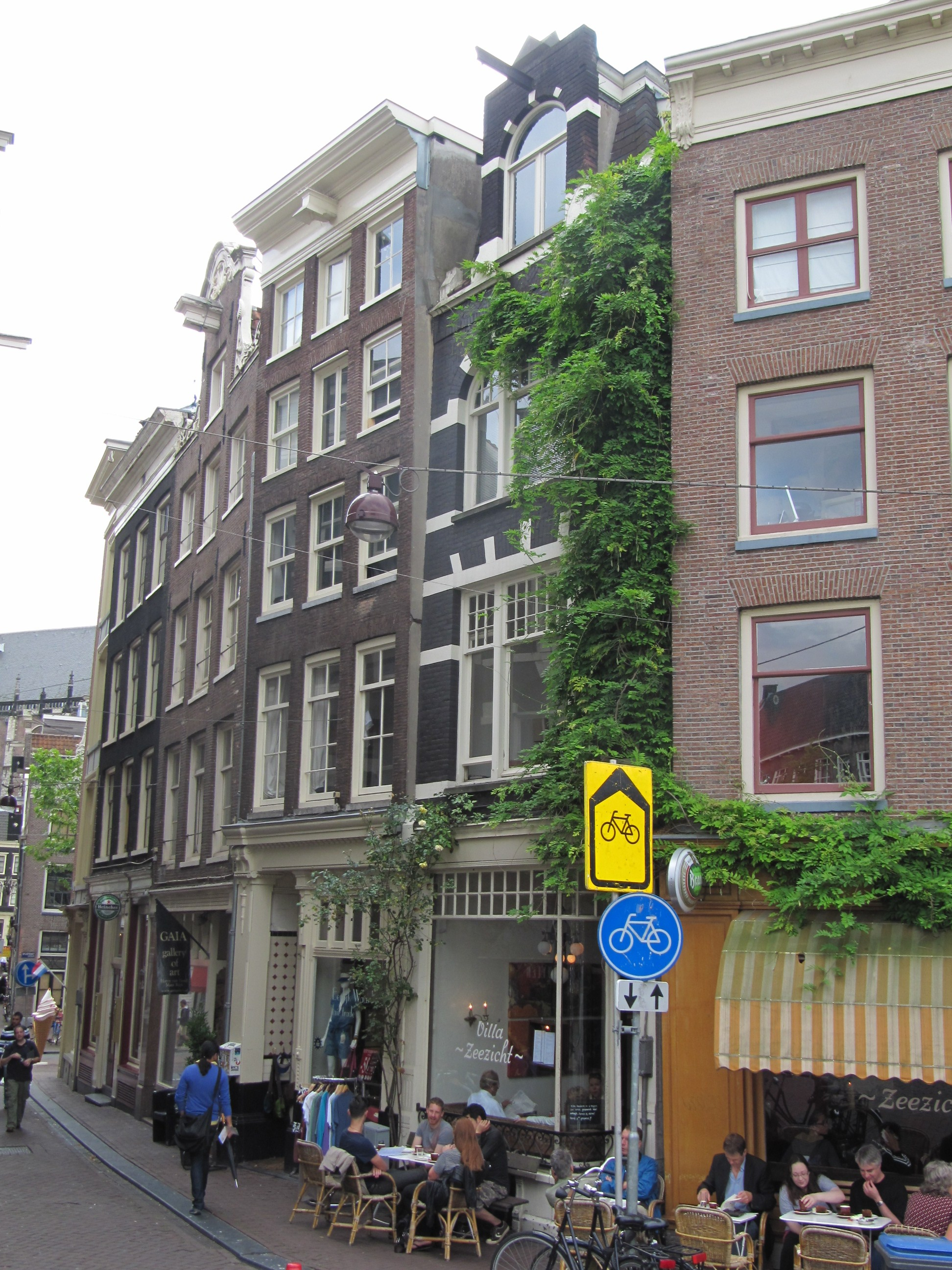
アムステルダムで下宿した建物。現在Villa Zeezichtとなっている。

文久2年（1863年）幕府海軍がオランダ留学団を派遣する際、航海用クロノメーターの製作技術を学ぶため一段に加えられた。船大工上田寅吉とライデン市レーベンダール346番地（現・27番地）に同居し、ライデン大学教授フレデリク・カイセルに天文学、ヨハン・ヨーゼフ・ホフマンにオランダ語を学んだ後、1864年9月3日（西暦）アムステルダム市トーレン・ステーヒ381番地（現7番地）に移り、アンドレアス・ホーヴゥ、アブラハム・ファン・エムデン時計店で時計製作を学んだ。
慶応2年（1866年）10月25日開陽丸に乗り、慶応3年（1867年）3月26日横浜港に帰国した。

### 大阪造幣寮
慶応4年（1868年）6月5日太政官により貨幣司に出仕し、6月20日工作方判事、明治2年（1869年）3月10日造幣寮機械方、9月12日造幣権允、明治8年（1875年）10月15日造幣中技監、明治10年（1877年）1月31日造幣少技師、明治13年（1880年）1月20日中技師、明治15年（1882年）6月13日大蔵三等技師を歴任した。造幣寮では構内銅細工所、轆轤所、鍛冶所で小型機器類の製作を指導した。
明治13年（1880年）4月息子規好がジュネーブ時計学校への留学、パテック・フィリップでの実習を卒え帰国すると、宮内省より2,500円を得て天満川崎村樋之口に時計工場を設立したが、間もなく閉鎖された。
明治19年（1886年）2月5日非職となり、10月5日小石川区水道町35番地長谷川皎方で病死し、10月6日正六位に叙された
。

### 死後
墓所は大阪市北区大阪市設北霊園。遺族には嫡男規好の他、三男規吉（大阪市西成区出城通二丁目10番地）、長女松寿ヒデ（神戸市葺合区野崎通五丁目14番地）、次女小泉ミネ（大阪市住吉区黒江中一丁目13番地伊吹商店寄宿舎）がいた。
明治19年（1886年）10月遠藤謹助により桜宮神社に大野規周君紀念之碑が建てられた。
規好の子直周は明治11年（1878年）11月2日に生まれ、プリンストン神学校に留学して牧師となり、昭和15年（1940年）2月4日死去した。その子直道は箕面市で歯科医を開業し、その子直人もこれを継いでいる。